# Hakea laurina
Hakea laurina es una planta del suroeste de Australia que es ampliamente cultivada y admirada.
A la especie a veces se le llama Kodjet, Hakea alfiletero (Pincushion Hakea), y Arbusto Emú (Emu Bush).

## Descripción
El hábito de esta planta es un arbusto o árbol recto, alcanzando una altura entre 2,5 y 6 metros. No posee un lignotúber. Su hábitat son las planicies arenosas, a veces crece en suelos arcillosos-arenosos, la mayor parte de los especímenes se encuentran en la parte más austral de su distribución.
Las flores son inicialmente pálidas o cremosas, quizás escondidas por las hojas en las primeras etapas, y están contenidas en brácteas en forma de escamas antes de abrirse. Estas son de color rosa profundo a rojo en el centro globular, un capítulo se encuentra arracimado en las axilas de la hoja,  estilos pálidos emergen de aquellos. Este se parece a un alfiletero. Se produce néctar y una fragancia suave de las inflorescencias. 
El período de floración ocurre entre abril y agosto.
Las hojas son simples y ligeramente verde azulosas, éstas son planas, glabras, tienen los márgenes enteros, y son de contorno obovado o lanceolado, llegando a una punta afilada en el extremo. Las hojas varían de tamaño en la planta, pueden ser de 6-29 mm de ancho y alcanzar 180 mm de longitud.
El follaje es denso y en una disposición alternado en las ramillas verticales, en algunas formas puede ser pendulosa y alcanzar el suelo. 
La corteza es gris y oscura. El fruto es retenido en la planta, este es ovoide, ligeramente picudo en el extremo, y con una superficie lisa en la válvula.

## Distribución y hábitat
La especie se desarrolla en llanuras arenosas de la costa del suroeste de Australia, el rango más septentrional es Narrogin y se extiende al este hasta Esperance.

## Cultivo
La planta también se cultiva en el este de Australia, y para el arbolado urbano en Estados Unidos e Italia. La plata se propaga por semillas.  Es adaptable a una variedad de tipos de suelos, la planta también es tolerante a las heladas. El uso de esta especie incluye ornamento y sombra en las calles, hábitat de la vida silvestre, rompevientos, y el control de la erosión del suelo.
En el Lenguaje de las flores, Hakea laurina simboliza nobleza y longevidad.

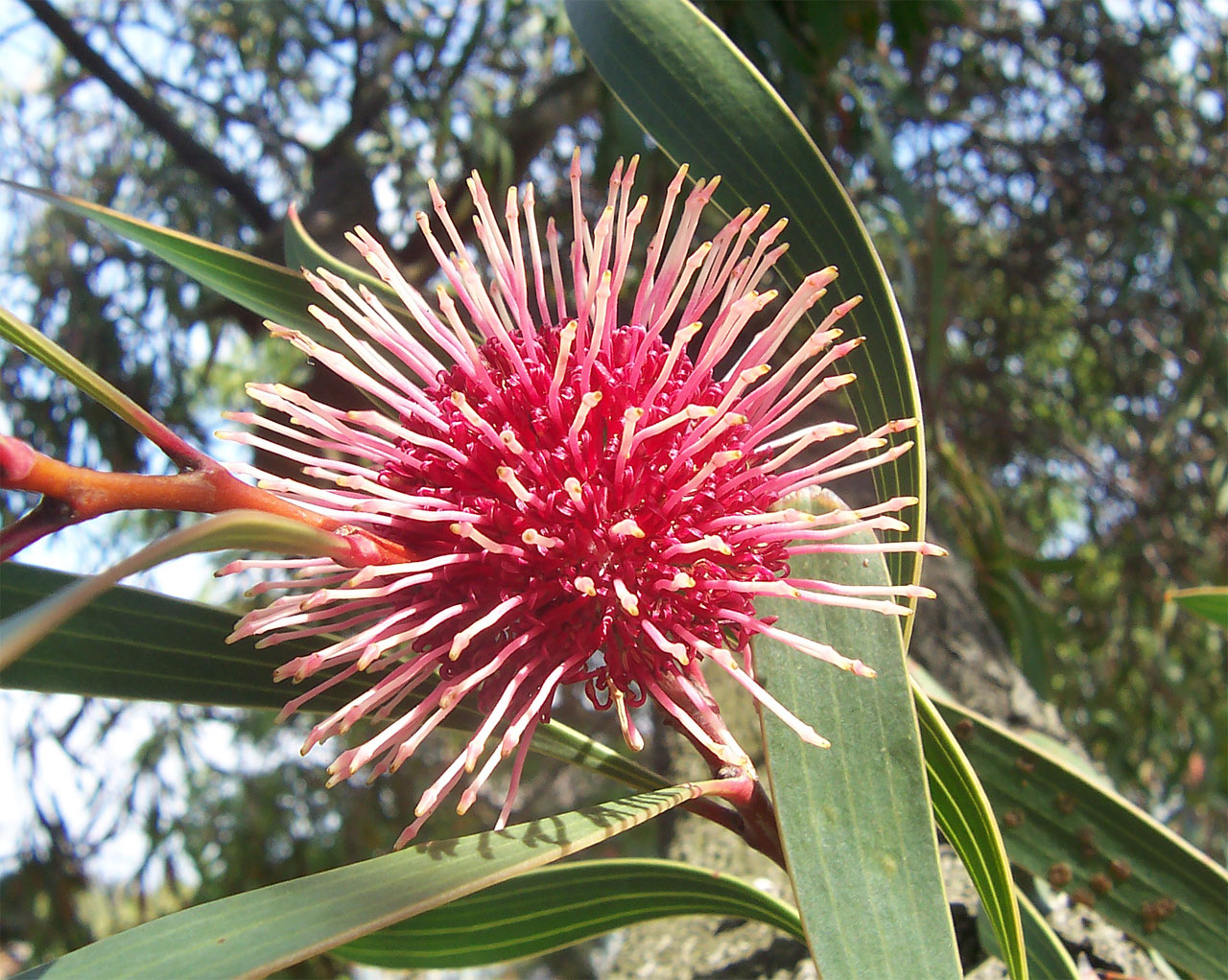
Detalle mostrando el capítulo carmesí.

## Taxonomía
Hakea laurina fue descrita por Robert Brown y publicado en Suppl. Prodr. Fl. Nov. Holl. 29 1830.
Etimología
Las hakeas fueron denominadas por el Barón Christian Ludwig von Hake, en el siglo XVIII, el patrón alemán de la botánica.
El epíteto específico, derivado del Latín laurus, se le ha dado por el parecido de las hojas del laurel.
Sinonimia
- Hakea eucalyptoides Meisn[4]